# Shelley Payne
Shelley Nicole Payne (nascida a 3 de janeiro de 1972) é uma política australiana que foi eleita para o Conselho Legislativo da Austrália Ocidental, como membro do Partido Trabalhista, pela região agrícola nas eleições estaduais de 2021, para um mandato de quatro anos a partir de 22 de maio de 2021.
Payne era anteriormente uma engenheira química e conselheira do condado de Esperance depois de se mudar do Canadá. Ela também foi candidata nas eleições federais de 2019 para o assento de O'Connor.
Ela mora com o marido Mark e os seus 3 filhos adolescentes.